# Referendum in Irland 1972 über den Beitritt zur Europäischen Wirtschaftsgemeinschaft

Beitrittsverhandlungen zur EU 1970–72:

Am 10. Mai 1972 fand in Irland ein Referendum über den Beitritt Irlands zur Europäischen Wirtschaftsgemeinschaft statt. Formal handelte es sich um ein Verfassungsreferendum, da für den EWG-Beitritt eine Verfassungsänderung (der dritte Verfassungszusatz) notwendig war. Die Abstimmenden votierten mit großer Mehrheit von 83,1 Prozent für den EWG-Beitritt, der am 1. Januar 1973 im Rahmen der so genannten Norderweiterung erfolgte.

## Vorgeschichte

### Erstes Beitrittsgesuch 1961
Die 1957 gegründete Europäische Wirtschaftsgemeinschaft, der anfangs nur sechs Mitgliedsstaaten angehörten (die westdeutsche Bundesrepublik, Frankreich, Italien und die drei Beneluxstaaten) hatte sich schon kurz nach ihrer Gründung als wirtschaftliches Erfolgsmodell erwiesen. In allen EWG-Mitgliedsstaaten kam es zu einem deutlichen Wirtschaftsaufschwung. Dies führte dazu, dass auch andere europäische Staaten einen Beitritt zur EWG anstrebten. Im April und Mai 1961 erreichten die irische Regierung Nachrichten über diplomatische Kanäle, dass die britische Regierung unter Premierminister Macmillan beabsichtigte, einen Aufnahmeantrag bei der EWG zu stellen. Vor dem Hintergrund wachsender Spekulationen über die Haltung Irlands erklärte der damalige Taoiseach Seán Lemass am 16. Mai 1961 in einer Antwort auf eine Anfrage aus dem Dáil Éireann, dass im Falle eines EWG-Beitritts des Vereinigten Königreich auch Irland diesen Schritt unternehmen solle. In den folgenden Wochen ergriff die irische Regierung verschiedene Maßnahmen, um das Land auf die Eventualität eines EWG-Beitritts vorzubereiten. Die Regierungen der sechs EWG-Mitgliedsstaaten wurden darüber unterrichtet, dass auch Irland im Falle eines Beitritts des Vereinigten Königreichs zur EWG beitreten wolle. Erste Regelungen wurden getroffen, um die Wirtschaft in einem solchen Fall auf die EWG-Mitgliedschaft vorzubereiten, und es wurden Kontakte zur britischen Regierung aufgenommen um gegebenenfalls die politischen Schritte zu koordinieren.
Diese enge Koordinierung mit der Politik der britischen Regierung erklärte sich aus wirtschaftlichen Lage, in der sich Irland damals befand. Irland war damals immer noch ein stark agrarisch geprägtes Land, das stark vom Außenhandel abhing. Größter Handelspartner war das Vereinigte Königreich, in das etwa zwei Drittel aller irischen Exporte gingen. Die Wirtschaft Irlands galt als relativ wenig entwickelt und das Land war von Massenarbeitslosigkeit, relativer Armut und Auswanderung geprägt.
Am 31. Juli 1961 erklärte der britische Premierminister Harold Macmillan in einer Rede vor dem Unterhaus die Absicht seiner Regierung, einen Aufnahmeantrag in die EWG zu stellen. Noch am gleichen Tag schrieb der Taoiseach einen Brief an den amtierenden Präsidenten des Rats der Europäischen Wirtschaftsgemeinschaft Ludwig Erhard, damals Vizekanzler und Wirtschaftsminister in der Regierung Adenauer, in dem er Irlands Aufnahmeantrag in die EWG formulierte. Am 23. Oktober 1962 entschied der EWG-Rat, Verhandlungen mit Irland aufzunehmen.
Die Verhandlungen hatten noch nicht begonnen, als der französische Präsident Charles de Gaulle am 14. Januar 1963 sein Veto gegen einen Beitritt des Vereinigten Königreichs einlegte. Damit waren auch die irischen Beitrittsaspirationen obsolet geworden. De Gaulle begründete sein Veto mit der grundsätzlichen Inkompatibilität der britischen Wirtschaft mit der der EWG, jedoch waren politische Überlegungen mindestens ebenso wichtig. De Gaulle fürchtete eine Verminderung des französischen Einflusses in der EWG und eine verstärkte US-amerikanische Einflussnahme im Falle einer britischen Mitgliedschaft.

### Zweites Beitrittsgesuch
Nach dem gescheiterten Aufnahmeantrag des Vereinigten Königreichs unterhielt dieses weiterhin enge Beziehungen zu den EWG-Institutionen. Zum einen bestand weiterhin ein britisches Interesse an der Mitgliedschaft und zum anderen wurde Großbritannien dadurch ermutigt, dass alle anderen fünf EWG-Mitgliedsstaaten den britischen Beitritt ausdrücklich befürwortet hatten. Aufgrund der engen Abhängigkeit der irischen Wirtschaft vom britischen Markt (1965 wurde ein Freihandelsabkommen zwischen beiden Staaten geschlossen) folgte Irland der britischen politischen Linie.
Am 2. Mai 1967 erklärte der britische Premierminister Harold Wilson seine Absicht, einen erneuten Aufnahmeantrag zu stellen. Dem Aufnahmeantrag am 11. Mai 1967 schlossen sich Irland sowie auch Dänemark und Norwegen an. Auch dieser Aufnahmeantrag scheiterte am Veto Charles de Gaulles am 16. Mai 1968.
Nach dem Rücktritt Charles de Gaulles am 28. April 1969 wurde Georges Pompidou französischer Präsident. Da er einer britischen Mitgliedschaft offener gegenüberstand, beeilten sich die EWG-Mitgliedsaspiranten die Beitrittsverhandlungen erneut aufzunehmen. Am 30. Juni 1970 begannen die Beitrittsverhandlungen der EWG mit den Mitgliedskandidaten, darunter Irland. Auf irischer Seite führend an den Verhandlungen beteiligt war Außenminister Patrick Hillery.
Am 22. Januar 1972 wurde in Brüssel der Beitrittsvertrag der EWG-Staaten mit Irland und den anderen Beitrittskandidaten unterzeichnet. Da der Vertrag die nationalen Souveränitätsrechte Irlands berührte, mussten die Wähler Irlands, entsprechend den Bestimmungen in Artikel 46 der irischen Verfassung in einem Referendum befragt werden. Für das Inkrafttreten der Verfassungsänderung war eine Mehrheit der Stimmen erforderlich.

## Das Referendum
Das Referendum wurde auf den 10. Mai 1972 terminiert. Im Wahlkampf vor dem Referendum sprachen sich Fianna Fáil und Fine Gael für ein „Ja“-Votum aus, während die Labour Party, Sinn Féin und einige Gewerkschaften ein „Nein“-Votum empfahlen. Zum Jahresbeginn 1972 lehnten 9 von 13 im Irish Congress of Trade Unions (ICTU) zusammengeschlossenen Gewerkschaften den EWG-Beitritt ab. Hauptargumente waren ein mutmaßlich drohender Verlust von Arbeitsplätzen. Die Regierung und die Befürworter des Beitritts argumentierten, dass der Beitritt zu Wirtschaftswachstum und zusätzlichen Arbeitsplätzen führen würde. Die Regierung kritisierte die Parole der Beitrittsgegner Keep Ireland Free als unehrlich. Die EWG-Mitgliedschaft biete im Gegenteil die Perspektive, dass Irland sich aus der Abhängigkeit von London lösen könne, die „in den letzten 50 Jahren eine ernsthafte Belastung“ gewesen sei.

### Frage des Referendums
Auf dem Stimmzettel war der zur Abstimmung stehende Verfassungszusatz aufgedruckt.

“THE THIRD AMENDMENT OF THE CONSTITUTION BILL, 1971, proposes
to add the subsection here following to Article 29.4 of the Constitution.
3° The State may become a member of the European Coal and Steel Community (established by Treaty signed at Paris on the 18th day of April 1951), the European Economic Community (established by Treaty signed at Rome on the 25th day of March, 1957) and the European Atomic Energy Community (established by Treaty signed at Rome on 25th day of March, 1957). No provision of this Constitution invalidates laws enacted acts done or measures adopted by the State necessitated by the obligations of membership of the Communities or prevents laws enacted, acts done or measures adopted by the Communities, or institutions thereof, from having the force of law in the State.

The purpose of the proposal is to allow the State to become a member of the Communities commonly known as European Communities.”

„DIE DRITTE ÄNDERUNG DES VERFASSUNGSGESETZES, 1971, schlägt vor, dem Artikel 29.4 der Verfassung den folgenden Unterabschnitt hinzuzufügen.
3° Der Staat kann Mitglied der Europäischen Gemeinschaft für Kohle und Stahl (gegründet durch den am 18. April 1951 in Paris unterzeichneten Vertrag), der Europäischen Wirtschaftsgemeinschaft (gegründet durch den am 25. März 1957 in Rom unterzeichneten Vertrag) und der Europäischen Atomgemeinschaft (gegründet durch den am 25. März 1957 in Rom unterzeichneten Vertrag) werden. Keine Bestimmung dieser Verfassung hebt die vom Staat erlassenen Gesetze, Handlungen oder Maßnahmen auf, die aufgrund der Verpflichtungen aus der Mitgliedschaft in den Gemeinschaften erforderlich sind, oder verhindert, dass die von den Gemeinschaften oder ihren Organen erlassenen Gesetze, Handlungen oder Maßnahmen im Staat Rechtskraft erlangen.

Ziel des Vorschlags ist es, dem Staat den Beitritt zu den Gemeinschaften zu ermöglichen, die gemeinhin als Europäische Gemeinschaften bekannt sind.“

### Ergebnisse
Die Abstimmung ergab in allen Landesteilen eine deutliche Mehrheit für den EWG-Beitritt.
| Wahlkreis                  | Wahl- berechtigte | Wähler    | Beteiligung | Ja-Stimmen | Ja-Stimmen | Nein-Stimmen | Nein-Stimmen | Ungültige | Ungültige |
| Wahlkreis                  | Wahl- berechtigte | Wähler    | Beteiligung | Zahl       | %          | Zahl         | %            | Zahl      | %         |
| -------------------------- | ----------------- | --------- | ----------- | ---------- | ---------- | ------------ | ------------ | --------- | --------- |
| Carlow-Kilkenny            | 59.415            | 44.298    | 74,6        | 36.588     | 82,6       | 7.278        | 16,4         | 432       | 1,0       |
| Cavan                      | 37.299            | 27.724    | 74,3        | 24.266     | 87,5       | 3.178        | 11,5         | 280       | 1,0       |
| Clare                      | 39.413            | 26.572    | 67,4        | 22.833     | 85,9       | 3.510        | 13,2         | 229       | 0,9       |
| Clare-South Galway         | 34.820            | 25.096    | 72,1        | 22.027     | 87,8       | 2.855        | 11,4         | 214       | 0,9       |
| Cork City (North-West)     | 36.115            | 25.320    | 70,1        | 21.208     | 83,8       | 3.955        | 15,6         | 157       | 0,6       |
| Cork City (South-East)     | 36.476            | 27.519    | 75,4        | 22.887     | 83,2       | 4.492        | 16,3         | 140       | 0,5       |
| Mid-Cork                   | 49.402            | 38.201    | 77,3        | 31.962     | 83,7       | 6.050        | 15,8         | 189       | 0,5       |
| North-East Cork            | 50.016            | 38.318    | 76,6        | 32.439     | 84,7       | 5.544        | 14,5         | 335       | 0,9       |
| South-West Cork            | 38.285            | 28.452    | 74,3        | 24.553     | 86,3       | 3.680        | 12,9         | 219       | 0,8       |
| North-East Donegal         | 37.924            | 24.881    | 65,6        | 22.554     | 90,6       | 2.030        | 8,2          | 297       | 1,2       |
| Donegal-Leitrim            | 38.540            | 26.123    | 67,8        | 22.005     | 84,2       | 3.908        | 15,0         | 210       | 0,8       |
| North County Dublin        | 58.761            | 40.381    | 68,7        | 32.004     | 79,3       | 8.125        | 20,1         | 252       | 0,6       |
| South County Dublin        | 45.289            | 32.943    | 72,7        | 26.838     | 81,5       | 5.901        | 17,9         | 204       | 0,6       |
| Dun Laoghaire and Rathdown | 56.151            | 40.779    | 72,6        | 34.102     | 83,6       | 6.474        | 15,9         | 203       | 0,5       |
| Dublin Central             | 46.775            | 29.311    | 62,7        | 22.289     | 76,0       | 6.750        | 23,0         | 272       | 0,9       |
| Dublin North-Central       | 49.073            | 33.487    | 68,2        | 26.257     | 78,4       | 7.028        | 21,0         | 202       | 0,6       |
| Dublin North-East          | 55.483            | 40.748    | 73,4        | 31.637     | 77,6       | 8.930        | 21,9         | 181       | 0,4       |
| Dublin North-West          | 44.369            | 29.736    | 67,0        | 22.494     | 75,6       | 6.978        | 23,5         | 264       | 0,9       |
| Dublin South-Central       | 50.400            | 34.007    | 67,5        | 25.766     | 75,8       | 7.955        | 23,4         | 286       | 0,8       |
| Dublin South-East          | 37.840            | 25.730    | 68,0        | 20.859     | 81,1       | 4.692        | 18,2         | 179       | 0,7       |
| Dublin South-West          | 41.740            | 27.336    | 65,5        | 19.893     | 72,8       | 7.344        | 26,9         | 99        | 0,4       |
| North-East Galway          | 34.358            | 23.799    | 69,3        | 21.398     | 89,9       | 2.283        | 9,6          | 118       | 0,5       |
| West Galway                | 35.999            | 22.310    | 62,0        | 17.400     | 78,0       | 4.806        | 21,5         | 104       | 0,5       |
| North Kerry                | 37.018            | 24.866    | 67,2        | 18.500     | 74,4       | 6.064        | 24,4         | 302       | 1,2       |
| South Kerry                | 36.391            | 24.353    | 66,9        | 19.237     | 79,0       | 4.890        | 20,1         | 226       | 0,9       |
| Kildare                    | 40.065            | 28.055    | 70,0        | 23.213     | 82,7       | 4.599        | 16,4         | 243       | 0,9       |
| Laoighis-Offaly            | 56.344            | 41.804    | 74,2        | 35.728     | 85,5       | 5.823        | 13,9         | 253       | 0,6       |
| East Limerick              | 47.001            | 34.105    | 72,6        | 25.957     | 76,1       | 7.280        | 21,3         | 868       | 2,5       |
| West Limerick              | 35.904            | 26.605    | 74,1        | 22.971     | 86,3       | 3.432        | 12,9         | 202       | 0,8       |
| Longford-Westmeath         | 47.095            | 33.310    | 70,7        | 28.210     | 84,7       | 4.713        | 14,1         | 387       | 1,2       |
| Louth                      | 40.278            | 29.084    | 72,2        | 24.623     | 84,7       | 4.187        | 14,4         | 274       | 0,9       |
| East Mayo                  | 34.810            | 23.304    | 66,9        | 20.691     | 88,8       | 2.422        | 10,4         | 191       | 0,8       |
| West Mayo                  | 34.106            | 21.690    | 63,6        | 19.157     | 88,3       | 2.332        | 10,8         | 201       | 0,9       |
| Meath                      | 39.040            | 28.640    | 73,4        | 23.765     | 83,0       | 4.605        | 16,1         | 270       | 0,9       |
| Monaghan                   | 36.214            | 26.709    | 73,8        | 23.179     | 86,8       | 3.330        | 12,5         | 200       | 0,7       |
| Roscommon-Leitrim          | 37.682            | 26.654    | 70,7        | 22.964     | 86,2       | 3.375        | 12,7         | 315       | 1,2       |
| Sligo-Leitrim              | 38.049            | 26.779    | 70,4        | 22.915     | 85,6       | 3.598        | 13,4         | 266       | 1,0       |
| North Tipperary            | 34.754            | 26.654    | 76,7        | 22.147     | 83,1       | 4.286        | 16,1         | 221       | 0,8       |
| South Tipperary            | 46.127            | 35.345    | 76,6        | 29.343     | 83,0       | 5.638        | 16,0         | 364       | 1,0       |
| Waterford                  | 39.513            | 29.218    | 73,9        | 24.086     | 82,4       | 4.964        | 17,0         | 168       | 0,6       |
| Wexford                    | 49.881            | 36.015    | 72,2        | 28.635     | 79,5       | 7.105        | 19,7         | 275       | 0,8       |
| Wicklow                    | 39.389            | 28.017    | 71,1        | 22.310     | 79,6       | 5.502        | 19,6         | 205       | 0,7       |
| Gesamt                     | 1.783.604         | 1.264.278 | 70,9        | 1.041.890  | 82,4       | 211.891      | 16,8         | 10.497    | 0,8       |

## Folgen
Am 1. Januar 1973 wurde Irland offiziell Mitglied der Europäischen Wirtschaftsgemeinschaft.
In einem Résumé 50 Jahre später am 1. Januar 2023 wurde die Mitgliedschaft Irlands in der EWG und später EU sehr weitgehend positiv bewertet: Irland sei von einem armen Land zu einem der nach Pro-Kopf-Einkommen wohlhabendsten Länder der Welt aufgestiegen. Das Land habe sich aus der wirtschaftlichen Abhängigkeit vom Vereinigten Königreich lösen können. Das Bruttoinlandsprodukt Irlands stieg von 3,65 Milliarden £ im Jahr 1973 auf 120 Milliarden € im Jahr 2022. Von einem Auswanderungsland wurde Irland zu einem Einwanderungsland. Die Bevölkerung stieg von 2,9 Millionen im Jahr 1973 auf 5 Millionen im Jahr 2022. Seit 2013 hatte sich der Status Irlands von einem Netto-Empfängerland zu einem Netto-Beitragsland zum EU-Budget gewandelt. Möglich gemacht hätten dies die europäischen Regularien und Fördermittel, die Irlands Wirtschaft und Infrastruktur modernisiert hätten.